# ATP Challenger China International 2014
L'ATP Challenger China International 2014 è stato un torneo di tennis facente parte della categoria ATP Challenger Tour nell'ambito dell'ATP Challenger Tour 2014. È stata la 3ª edizione del torneo che si è giocato a Anning in Cina dal 28 aprile al 4 maggio 2014 su campi in terra rossa e aveva un montepremi di $50,000+H.

## Partecipanti singolare

### Teste di serie
| Nazionalità | Giocatore            | Ranking | Testa di serie |
| ----------- | -------------------- | ------- | -------------- |
| Giappone    | Yūichi Sugita        | 150     | 1              |
| Slovenia    | Grega Žemlja         | 166     | 2              |
| Russia      | Aleksandr Kudrjavcev | 188     | 3              |
| Cina        | Zhang Ze             | 207     | 4              |
| Australia   | Matt Reid            | 217     | 5              |
| Regno Unito | Daniel Cox           | 222     | 6              |
| Lituania    | Laurynas Grigelis    | 232     | 7              |
| Russia      | Konstantin Kravčuk   | 243     | 8              |

### Altri partecipanti
Giocatori che hanno ricevuto una wild card:
- Li Yuanfeng
- Liu Siyu
- Wang Ruikai
- Gong Maoxin

Giocatori che sono passati dalle qualificazioni:
- Giuseppe Menga
- Alexander Bury
- Wang Chuhan
- James Cluskey

## Partecipanti doppio

### Teste di serie
| Nazionalità   | Giocatore       | Nazionalità | Giocatore          | Ranking | Testa di serie |
| ------------- | --------------- | ----------- | ------------------ | ------- | -------------- |
| Australia     | Alex Bolt       | Australia   | Andrew Whittington | 206     | 1              |
| Russia        | Victor Baluda   | Russia      | Konstantin Kravčuk | 224     | 2              |
| Germania      | Dominik Meffert | Germania    | Tim Pütz           | 265     | 3              |
| Taipei cinese | Lee Hsin-han    | Australia   | Matt Reid          | 327     | 4              |

### Altri partecipanti
Coppie che hanno ricevuto una wild card:
- Wang Ruikai /  Wang Ruixuan
- Gong Pengxiang /  Gong Xiao
- Liu Siyu /  Wang Chuhan

## Vincitori

### Singolare
Alex Bolt ha battuto in finale  Nikola Mektić con il punteggio di 6–2, 7–5

### Doppio
Alex Bolt /  Andrew Whittington hanno battuto in finale  Daniel Cox /  Gong Maoxin con il punteggio di 6–4, 6–3